# Parrocchie della diocesi di Jesi
Le parrocchie della diocesi di Jesi sono 41 e sono distribuite in comuni appartenenti alla provincia di Ancona.

## Zone pastorali
La diocesi è organizzata in quattro zone pastorali.

### Zona pastorale di Cupramontana
Comprende le parrocchie dei comuni di Cupramontana, Castelbellino, Maiolati Spontini, Monte Roberto e della frazione Pantiere di Jesi; non vi è compresa la parrocchia di Moie di Maiolati Spontini (zona pastorale di Montecarotto). La popolazione del territorio ammonta a 12.269 unità.
| Parrocchia        | Patrono                    | Comune                        | Frazione/Quartiere | Popolazione | Web |
| ----------------- | -------------------------- | ----------------------------- | ------------------ | ----------- | --- |
| Castelbellino     | San Marco evangelista      | Castelbellino                 | Castelbellino      | 1.970       |     |
| Maiolati          | Santo Stefano protomartire | Maiolati Spontini             | Maiolati Spontini  | 650         |     |
| Monte Roberto     | San Silvestro papa         | Monte Roberto                 | Monte Roberto      | 278         |     |
| Pantiere          | Nostra Signora di Lourdes  | Castelbellino e Jesi          | Pantiere           | 1.050       |     |
| Pianello          | San Benedetto abate        | Monte Roberto e Castelbellino | Pianello Vallesina | 2.525       |     |
| Poggio Cupro      | Santissimo Salvatore       | Cupramontana                  | Poggio Cupro       | 320         |     |
| Sant'Apollinare   | Sant'Apollinare            | Monte Roberto                 | Sant'Apollinare    | 306         |     |
| San Leonardo      | San Leonardo               | Cupramontana                  | Cupramontana       | 2.780       |     |
| San Lorenzo       | San Lorenzo                | Cupramontana                  | Cupramontana       | 1.500       |     |
| San Paolo di Jesi | San Paolo apostolo         | San Paolo di Jesi             | San Paolo di Jesi  | 790         |     |
| Scisciano         | San Rocco                  | Maiolati Spontini             | Scisciano          | 100         |     |

### Zona pastorale di Jesi
Comprende le parrocchie del comune di Jesi con l'esclusione delle frazioni Mazzangrugno (zona pastorale di San Marcello-Santa Maria Nuova) e Pantiere di Jesi (zona pastorale di Cupramontana). La popolazione del territorio ammonta a 42.420 unità.
| Parrocchia              | Patrono                        | Comune | Frazione/Quartiere    | Popolazione | Web |
| ----------------------- | ------------------------------ | ------ | --------------------- | ----------- | --- |
| Cattedrale              | San Settimio vescovo e martire | Jesi   | centro storico        | 1.100       |     |
| Coppetella              | Sacro Cuore                    | Jesi   | Coppetella            | 370         |     |
| Divino Amore            | Madonna del Divino Amore       | Jesi   | sud-ovest             | 1.740       |     |
| Regina della Pace       | Regina della Pace              | Jesi   | nord-ovest            | 4.500       |     |
| Sant'Antonio Abbate     | Sant'Antonio abate             | Jesi   | Minonna               | 1.400       |     |
| San Francesco di Assisi | San Francesco d'Assisi         | Jesi   | San Francesco         | 7.300       |     |
| San Francesco di Paola  | San Francesco di Paola         | Jesi   | sud-ovest             | 2.850       |     |
| San Giovanni Battista   | San Giovanni Battista          | Jesi   | Corso Matteotti       | 2.050       |     |
| San Giuseppe            | San Giuseppe                   | Jesi   | San Giuseppe          | 7.200       |     |
| Santa Lucia             | Santa Lucia vergine e martire  | Jesi   | Santa Lucia           | 412         |     |
| Santa Maria del Colle   | Santa Maria                    | Jesi   | Castelrosino          | 300         |     |
| Santa Maria del Piano   | Santa Maria                    | Jesi   | Santa Maria del Piano | 1.140       |     |
| San Massimiliano Kolbe  | San Massimiliano Kolbe         | Jesi   | Kolbe                 | 5.850       |     |
| San Pietro Apostolo     | San Pietro apostolo            | Jesi   | centro storico        | 1.008       |     |
| San Pietro Martire      | San Pietro martire             | Jesi   | Erbarella             | 2.200       |     |
| San Sebastiano          | San Sebastiano martire         | Jesi   | Prato                 | 2.300       |     |
| Tabano                  | Santa Maria Assunta            | Jesi   | Tabano                | 700         |     |

### Zona pastorale di Montecarotto
Comprende le parrocchie dei comuni di Castelplanio, Poggio San Marcello e Rosora e della frazione Moie di Maiolati Spontini. La popolazione del territorio ammonta a 12.661 unità.
| Parrocchia              | Patrono                  | Comune              | Frazione/Quartiere  | Popolazione | Web |
| ----------------------- | ------------------------ | ------------------- | ------------------- | ----------- | --- |
| Angeli                  | Santa Maria degli Angeli | Rosora              | Angeli              | 1.320       |     |
| Castelplanio            | San Sebastiano martire   | Castelplanio        | Castelplanio        | 950         |     |
| Moie                    | Santa Maria delle Moie   | Maiolati Spontini   | Moie                | 5.000       |     |
| Montecarotto            | Santissima Annunziata    | Montecarotto        | Montecarotto        | 2.141       |     |
| Poggio San Marcello     | San Nicolò di Bari       | Poggio San Marcello | Poggio San Marcello | 775         |     |
| Rosora                  | San Michele arcangelo    | Rosora              | Rosora              | 460         |     |
| Santa Maria del Cammino | Santa Maria del Cammino  | Castelplanio        | Borgo Loreto        | 2.015       |     |

### Zona pastorale di San Marcello-Santa Maria Nuova
Comprende le parrocchie dei comuni di Monsano, San Marcello e Santa Maria Nuova e della frazione Mazzangrugno di Jesi. La popolazione del territorio ammonta a 8.558 unità.
| Parrocchia             | Patrono                     | Comune            | Frazione/Quartiere | Popolazione | Web |
| ---------------------- | --------------------------- | ----------------- | ------------------ | ----------- | --- |
| Collina                | Sacra Famiglia              | Santa Maria Nuova | Collina            | 1.753       |     |
| Mazzangrugno           | San Lorenzo martire         | Jesi              | Mazzangrugno       | 324         |     |
| Monsano                | San Pietro apostolo         | Monsano           | Monsano            | 2.051       |     |
| San Marcello           | San Marcello papa e martire | San Marcello      | San Marcello       | 1750        |     |
| Santa Maria di Monsano | Maria Assunta               | Monsano           | Santa Maria        | 715         |     |
| Santa Maria Nuova      | Sant'Antonio di Padova      | Santa Maria Nuova | Santa Maria Nuova  | 1.965       |     |